# Honey Sri-Isan
Honey Sri-Isan (tai: ฮันนี่ ศรีอีสาน)  (Kalasin, 22 d'octubre de 1971 - Si Sa Ket, 26 de febrer de 1992) fou una cantant i actriu tailandesa.

## Vida personal i carrera
Nasqué en Suphin Hemvijit la Província de Kalasin, de Khamtha i Mee Hemwijit. Es va unir a Yenawee Promotion, dirigida per Dao Bandon i va gravar el seu primer àlbum Namta Kon Bon Thee Non. El seu primer senzill, "Won Phee Mee Rak Dieaw", "Khor Laew Mai Taeng", "Songkram Kab Kwamrak", "Suan Kern Bangern Cham", "Suay Praw Pladeak".
Va morir el 26 de febrer de 1992 a Sisaket, a l'edat de 21 anys, a causa d'una accident de trànsit.

## Discografia

### Àlbums d'estudi
- Namta Loan Bon Thee Non (น้ำตาหล่นบนที่นอน)
- Won Phee Mee Rak Dieaw (วอนพี่มีรักเดียว)